# Tonžská kuchyně

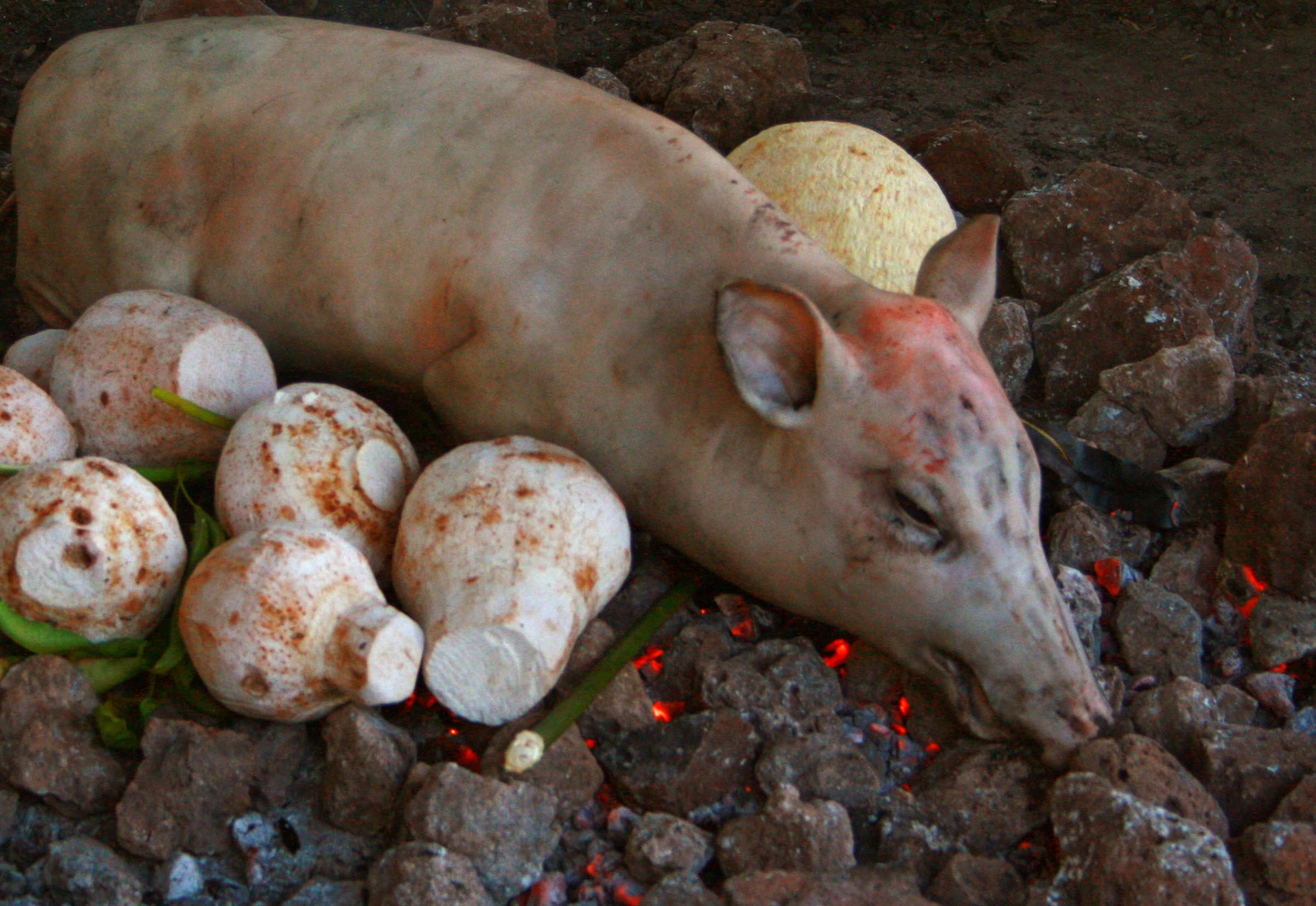
Prase připravované technikou umu

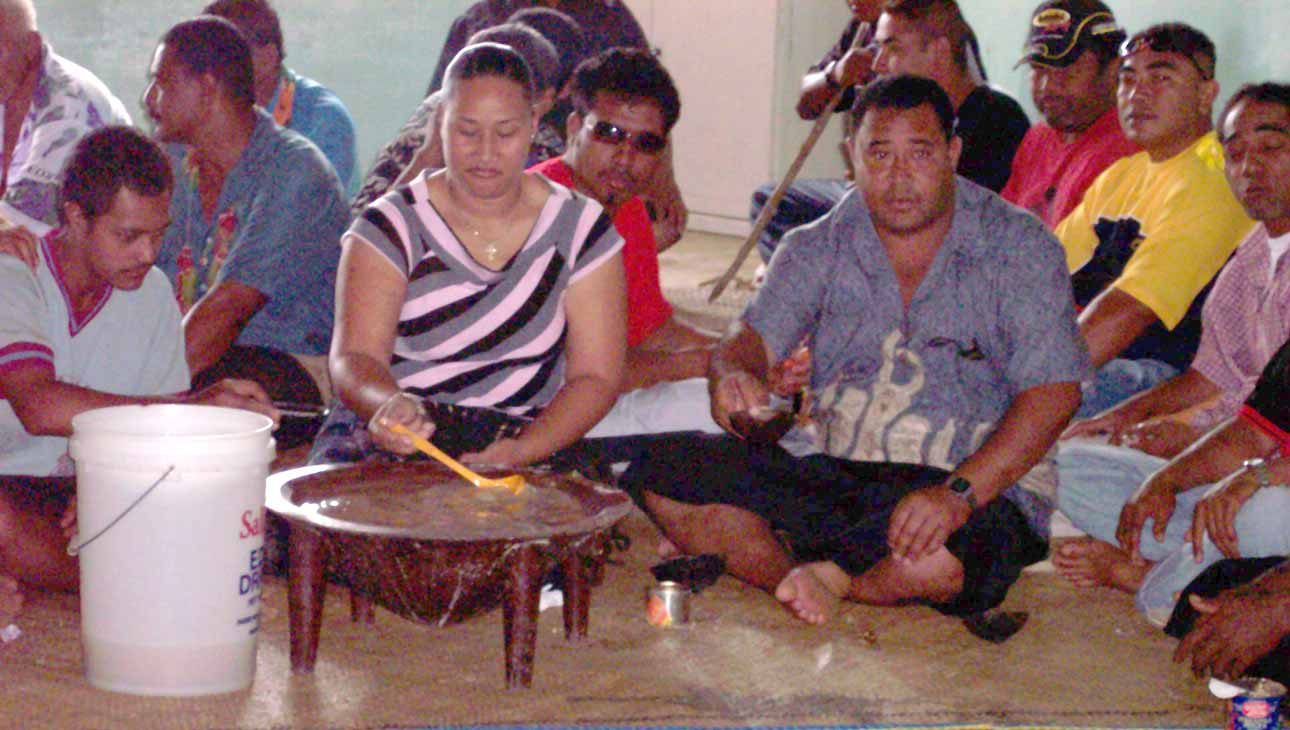
Tradiční podávání kavy

Tonžská kuchyně jako suroviny především využívá ryby, maso, mořské plody, kokosové mléko, taro (kolokázie jedlá), maniok (tapioka) a sladké brambory (batáty). Specialitou je zvláštní druh batátů nazývaný ufi, který je na rozdíl od normálních batátů větší. Tradičně se využívá podzemní trouba nazývaná umu, ve které se pokrmy ohřívají za pomoci horkých kamenů. Umu se používá také například v samojské kuchyni.

## Příklady tonžských pokrmů a nápojů
Příklady tonžských pokrmů a nápojů:
- Lu pulu, maso a cibule marinované v kokosovém mléce, pečené v listech taro[4]
- Lo'i feke, chobotnice pečené v kokosovém mléce[5]
- Ota, syrové rybí maso marinované v citronové šťávě[6]
- Kava, opojný nápoj z pepřovníku opojného[7]
- Pivo[8]